# Reidar Sørensen

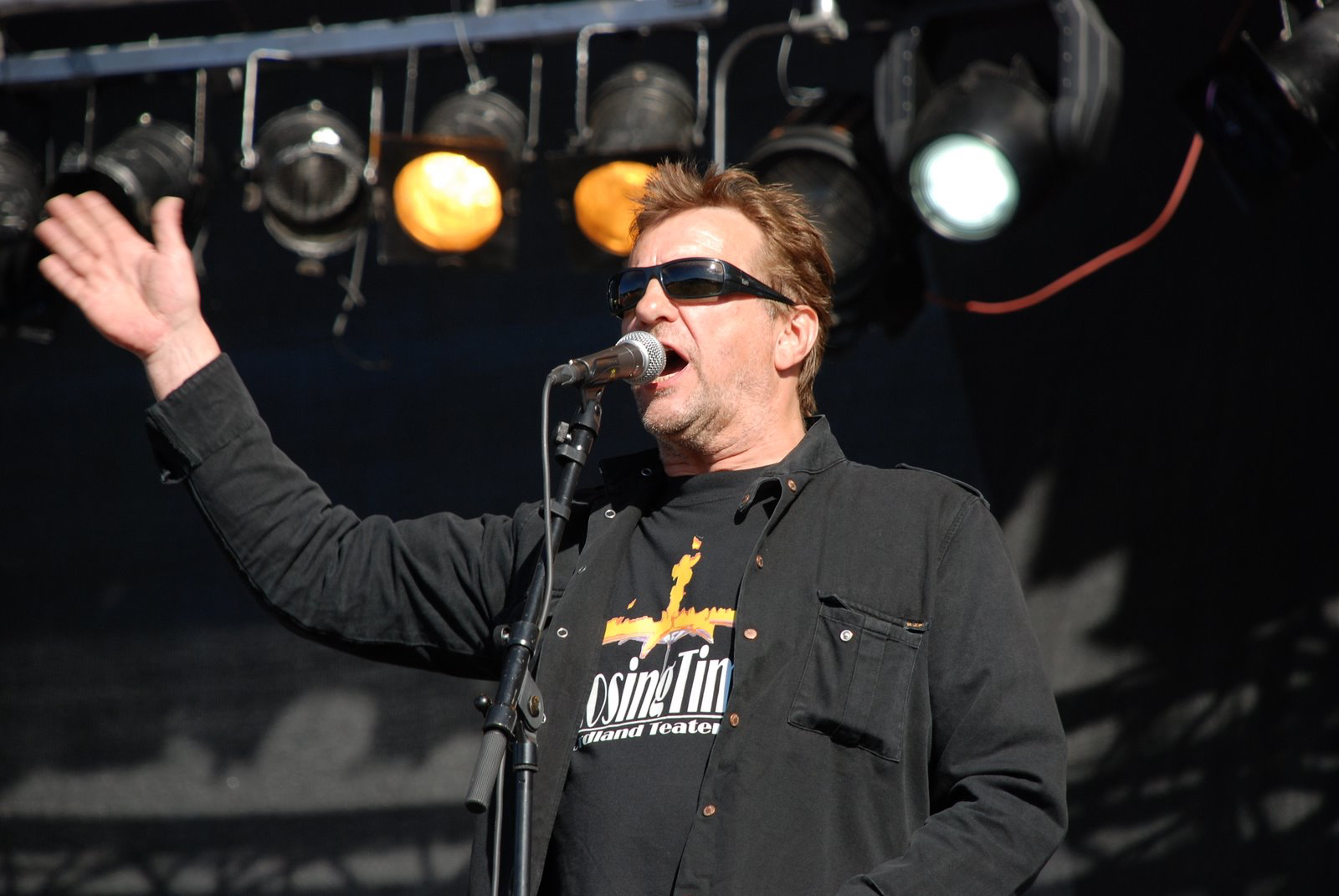
Reidar Sørensen, 2008

Reidar Sørensen (* 11. April 1956 in Hemnesberget, Hemnes, Nordland) ist ein norwegischer Theater- und Filmschauspieler.

## Werdegang
Sørensen wurde in Hemnesberget geboren. Im Laufe der Jahre arbeitete er in verschiedenen Theatern, wie dem Trøndelag Teater in Trondheim, dem Det Norske Teatret in Oslo, dem reisenden Riksteatret, dem Nordland Teater in Mo i Rana und dem Agder Teater in Kristiansand.
Im Jahr 1989 wurde er mit dem Amanda-Filmpreis in der Kategorie Bester männlicher Hauptdarsteller für seine Rolle im Film Himmelplaneten ausgezeichnet.
2010 spielte er den Charakter Jordan in der Filmkomödie Home for Christmas von Bent Hamer.
Aus einer früheren Beziehung mit Kjersti Holmen hat Sørensen zwei Kinder, Elias und Isak.

## Filmografie (Auswahl)
- 1986: Plastposen
- 1989: Marerittet (Miniserie)
- 1989: Himmelplaneten (Fernsehfilm)
- 1990: Aksjemordet (Krimiserie)
- 1991: Gagarin – en romfartsopera (Fernsehfilm)
- 1991: Affæren Anders Jahre (Miniserie)
- 1991: Byttinger
- 1992: Giftige løgner
- 1992: Ute av drift!
- 1993: Peer Gynt (Miniserie)
- 1993: Telegrafisten
- 1993: Ferien mit einer Leiche (Hodet over vannet)
- 1994: Trollsyn
- 1994: Ein Sommer voller Geheimnisse (Ti kniver i hjertet)
- 1997: Brent av frost
- 1998: 1732 Høtten (Thriller)
- 1998: Die Stunde des Lichts (When the light comes)
- 2004: Die Farbe der Milch (Ikke naken)
- 2005: SOS – Petter ohne Netz (Venner for livet)
- 2006: Rettet Trigger! (Trigger)
- 2008–2009: Honningfellen (Fernsehserie)
- 2010: Home for Christmas
- 2012: Dunderland (Horrorfilm)
- 2011: Headhunters
- 2014: Glaspuppen (Glassdukkene) (Thriller)
- 2014: Eyewitness – Die Augenzeugen (Øyevitne; Miniserie)
- seit 2014: Trio (Fernsehserie)

## Auszeichnungen
- 1989: Amanda-Filmpreis in der Kategorie Bester männlicher Hauptdarsteller für Himmelplaneten